# Cordagalma tottoni
Cordagalma tottoni is een hydroïdpoliepensoort uit de familie van de Agalmatidae. De wetenschappelijke naam van de soort is voor het eerst geldig gepubliceerd in 1993 door Margulis.